# Анаткас-Маргі
Анатка́с-Ма́ргі (рос. Анаткас-Марги, чув. Мăн Марка) — присілок у складі Чебоксарського району Чувашії, Росія. Входить до складу Ішацького сільського поселення.
Населення — 349 осіб (2010; 287 у 2002).
Національний склад:
- чуваші — 97 %